# Língua nyah kur
A língua Nyah Kur, também chamada Chao-bon (em tailandês:  ชาวบน), é uma língua austro-asiática falada por remanescentes do povo mon de Dvaravati, o povo Nyah Kur, que vive na Tailândia atual.

## Outros nomes
Nyah kur também é conhecido como chao dong, chaodon, lawa, niakuol, niakuoll, nyakur, chao-bon ou chaobonl.

## Daletos
Cada província onde nyah kur é falado possui seu próprio dialeto. Os dialetos falados nas províncias de Phetchabun e Phitsanulok são classificados como dialetos do norte, enquanto os falados nas províncias de Chaiyaphum e Nakhon Ratchasima são classificados como do sul.
Dialetos do Sul
- Província de Chaiyaphum
- Província de Nakhon Ratchasima (Distrito de Dan Khun Thot, Distrito de Pak Thong Chai e Distrito de Khong, Nakhon.

Dialetos do Norte
- Província de Phetchabun (Ban Thaduang, etc.)
- Província de Phitsanulok (Distrito de Nakhon Thai)

A classificação bipartida norte-sul é do dicionário multidialetal Nyah Kur de Theraphan Luangthongkum. No entanto, Gerard Diffloth considera nyah kur composto de três dialetos, a saber, Norte, Central e Sul

## Classificação
Por serem as únicas línguas do ramo das línguas mônicas da família linguística mon–khmer. As línguas mon  e nyah kur estão intimamente relacionadas.

## História
Os falantes modernos de nyah kur são descendentes dos mon que não fugiram para o oeste quando o Império Khmer invadiu seu império nos séculos IX e XI. Consequentemente, o mon moderno e o nyah Kur desenvolveram-se diretamente do mon antigo independentemente por quase um milênio.
Nyah kur foi descoberta por linguistas no início do século XX, mas não foi reconhecida como sendo parente (na verdade, uma língua "irmã") de mon por quase 70 anos.
Devido à integração na sociedade tailandesa, o número de falantes do nyah kur como primeira língua está diminuindo rapidamente e alguns preveem que a língua se extinguirá neste século, a menos que o curso atual seja revertido. A mudança de idioma influenciada pelo tailandês também está ocorrendo conforme as gerações mais jovens pronunciam certos fonemas diferentes das gerações mais velhas. Por exemplo, final - / r / e - / l /, que não ocorrem como finais em tailandês, agora são frequentemente pronunciadas como - [n] pelas gerações mais jovens (Premsrirat 2002). No entanto, como as gerações mais jovens geralmente também têm atitudes positivas sobre sua língua e apoiam a ideia de ter uma ortografia para Nyah Kur, a língua pode ser preservada (Premsrirat 2002).

## Fonologia[1]

### Consoantes
Os sons da língua são:
|             | Bilabial | Dental | Palatal | Velar | Glotal |
| ----------- | -------- | ------ | ------- | ----- | ------ |
| Oclusiva    | p pʰ b   | t tʰ d | c cʰ    | k kʰ  | ʔ      |
| Fricativa   |          |        | ç       |       | h      |
| Nasal       | m m̥      | n n̥    | ɲ       | ŋ     |        |
| Aproximante | w ʍ      | l      | j       |       |        |
| Vibrantel   |          | r̥ r    |         |       |        |

### Vogais
|              | Anterior | Central | Posterior não arredondada | Posterior arredondada |
| ------------ | -------- | ------- | ------------------------- | --------------------- |
| Fechada      | i i̤      |         | ɯ ɯ̤                       | u ṳ                   |
| Meio Fechada | e e̤      |         | ɤ ɤ̤                       | o o̤                   |
| Meio Fechada | ɛ ɛ̤      |         |                           | ɔ ɔ̤                   |
| Aberta       |          | a a̤     |                           |                       |

### Ditongos
|         | Central | Posterior não arredondada | Posterior arredondada |
| ------- | ------- | ------------------------- | --------------------- |
| Fechado | iə iə̤   | uə uə̤                     | ɯə ɯə̤                 |

## Escrita
A língua nyah kur usa a escrita tailandesa com 29 consoantes. Não se usam diacríticos, mas 29 símbolos para vogais e ditongos.